# Atomradius
Atomradius er radius for et atom, hvor både kernepartikel (nukleon) og elektroner er medregnet. Radius går altså fra atomkernen til den yderste stabile elektronskal for et atom. 

## Variation
Atomradius stiger efterhånden som man bevæger sig ned i det periodiske system. Jo længere ned man kommer, jo flere elektronskaler har atomet. Dette gælder selvfølgelig når elektronet er i ligevægt. Atomradius mindskes når man går fra venstre mod højre i systemet, idet kernen får en højere ladning.
| Kemi | Spire Denne artikel om kemi er en spire som bør udbygges. Du er velkommen til at hjælpe Wikipedia ved at udvide den. |